# Albornos
Albornos là một đô thị ở tỉnh Ávila, Castile và León, Tây Ban Nha. Theo điều tra dân số năm 2004 của (INE), đô thị này có dân số 218 người. Albornos có diện tích 17,15 km², mật độ dân số 12,71 người/km².